# Anita Hansbo
Anita Liselott Inger Hansbo, ogift Löfquist, född 25 augusti 1960 i Tofteryds församling i Jönköpings län, är en svensk matematiker och tidigare akademisk ledare. 
Anita Hansbo disputerade 1999 i matematik på avhandlingen Some results related to smoothing in discretized linear parabolic equations. Efter att ha varit vicerektor vid Högskolan Väst i Trollhättan och högskoledirektör vid Högskolan i Jönköping blev hon 2009 tillförordnad rektor och var 2010–2017 ordinarie rektor vid Högskolan i Jönköping.
Anita Hansbo är dotter till entreprenören Ingvar Sandahl. Hon är sedan 1989 gift med professor Peter Hansbo (född 1959).